# Albizia tomentosa
Albizia tomentosa är en ärtväxtart som först beskrevs av Marc Micheli, och fick sitt nu gällande namn av Paul Carpenter Standley. Albizia tomentosa ingår i släktet Albizia och familjen ärtväxter. Inga underarter finns listade i Catalogue of Life.